# Arnaud Laster
 (janvier 2019).
Si vous disposez d'ouvrages ou d'articles de référence ou si vous connaissez des sites web de qualité traitant du thème abordé ici, merci de compléter l'article en donnant les références utiles à sa vérifiabilité et en les liant à la section « Notes et références ».
Arnaud Laster, né le 30 décembre 1945 à Paris, a été professeur à l'Université Sorbonne Nouvelle - Paris 3. Spécialiste de Hugo et Prévert, il est le président de la Société des Amis de Victor Hugo.

## Biographie
Né à Paris en 1945, il fait porter ses recherches sur les œuvres de Victor Hugo et de Jacques Prévert et s'intéresse notamment à la façon dont elles ont été mises en musique et portées à la scène et à l'écran. Il est considéré[Par qui ?] comme un spécialiste de ces deux auteurs.
C'est un peu grâce à Victor Hugo qu'Arnaud Laster a rencontré Jacques Prévert puisque, tout jeune étudiant, il a demandé à celui-ci s'il aimait bien l'auteur de Notre-Dame de Paris, que Prévert avait adapté pour le cinéma. Le poète l'a invité à venir en discuter chez lui et c'est ainsi qu'a commencé une amitié, renforcée par la publication d'une analyse de Paroles dans la petite collection "Profil d'une œuvre" de Hatier, que Prévert avait appréciée.[réf. nécessaire] Arnaud Laster a participé aux deux plus récentes éditions des Œuvres complètes de Victor Hugo et publié les œuvres de Jacques Prévert dans la Bibliothèque de la Pléiade de Gallimard, en collaboration avec Danièle Gasiglia-Laster. C'est aussi avec elle qu'il organise chaque année le Festival Victor Hugo et Egaux, occasion de présenter toutes les formes sous lesquelles l'œuvre de Victor Hugo et d'un autre écrivain majeur (Proust en 2007, Voltaire en 2008, Molière en 2009, Shakespeare en 2010, Prévert en 2011, George Sand en 2012, Léon Tolstoï en 2013, Balzac en 2014, August Strindberg en 2015, Alexandre Dumas en 2016) sont diffusées.